# 2023年12月

## 12月2日
- 美國眾議院表決，罷免美國共和黨議員桑托斯。[1]
- 菲律賓棉兰老岛近海发生Mw7.6级地震。[2]

## 12月3日
- 泰國前總理巴育·占奧差成為泰國樞密院的議員。[3]
- 在委内瑞拉与圭亚那关系紧张之际，委内瑞拉通过公投支持对争议领土埃塞奎博圭亚那的主权主张。[4][5]

## 12月6日
- 美国歌手被《时代》杂志评为2023年度風雲人物。[6]

## 12月8日
- 《博德之门3》被TGA游戏大奖评为2023年度最佳游戏。[7]

## 12月10日
- 洛杉矶湖人战胜印第安纳步行者夺得首届NBA季中锦标赛冠军，勒布朗·詹姆斯当选最有价值球员。[8]
- 中国公安机关通缉缅北果敢四大家族的白所成家族、魏超仁家族、劉正祥家族等10名电信诈骗集团头目。[9]
- 香港區議會選舉舉行，是《港區國安法》實施後的首次區議會選舉，地方選區投票率為27.54%，是自1982年有區議會選舉以來最低。[10][11]
- 哈維爾·米萊在布宜诺斯艾利斯宣誓就职阿根廷总统。[12]

## 12月12日
- ESA宣布永久停办E3游戏展。[13]
- 第28届联合国气候变化大会闭幕。[14]

## 12月13日
- 唐納德·圖斯克再次就任波兰总理。[15]
- 美國眾議院以221票支持、212票反對，正式授權啟動對總統喬·拜登的彈劾調查（英语：Impeachment inquiry against Joe Biden）。[16]

## 12月14日
- 香港警務處國家安全處宣佈通緝5名涉嫌違反《港區國安法》的在外港人，包括YouTube政論頻道「升旗易得道」創辦人蔡明達及霍嘉誌，鄭文傑、許穎婷及邵嵐。[17]
- 北京地铁昌平线发生追尾事故，造成500余人受伤。[18]

## 12月16日
- 接任去世的纳瓦夫，成为新一任科威特埃米尔。[19]
- 中国异议人士以及中国民主党成员于中国驻洛杉矶总领事馆门前汇集，声援牛腾宇及其他被中国政府关押的政治犯，谴责中共政治迫害。[20]

## 12月17日
- 美国总统拜登在特拉华州的威尔明顿市参加竞选活动（英语：Joe Biden 2024 presidential campaign），其总统车队在离开时遇袭，本人未受伤。[21]

## 12月18日
- 中国甘肃临夏回族自治州积石山县发生里氏6.2级地震，造成至少111人遇难、数百人受伤。[22]
- 2023年埃及总统选举投票结果公布，阿卜杜勒-法塔赫·塞西以压倒性胜利两度连任埃及总统。[23]

## 12月19日
- 鉴于严重急性呼吸系统综合征冠状病毒2Omicron JN.1变异株在世界各地的蔓延流行，世界卫生组织宣布将JN.1毒株单独列为“需要关注的变异株（英语：SARS-CoV-2 variant of concern）”。[24]
- 因面临被俄罗斯当局列为“外国代理人”的风险，维基媒体基金会俄罗斯分会（俄语：Викимедиа РУ）宣布关闭。[25]

## 12月20日
- 1027行动交战方德昂民族解放军全面光复了南坎[26]。
- 日本企业东芝从东京证券交易所下市，结束长达74年的上市历史，正式转型为私营企业[27]。

## 12月21日
- 捷克共和国布拉格查理大学文学院发生大规模枪击事件，造成包括枪手在内的15人死亡，另有25人受伤。[28]

## 12月22日
- 在2023年國際足協世界冠軍球會盃決賽中4比0擊敗，拿下首個冠軍。[29]

- 联合国大会第78届会议通过一份名为《会议时地分配办法》的决议，将农历新年确定为联合国假日。[30]

## 12月24日
- 印尼中苏拉威西省莫罗瓦利县莫罗瓦利工业园发生事故，一座隶属于青山控股集团的镍工厂发生爆炸，至少13名工人死亡，数十人受伤，死者包括8名印尼工人和5名中国工人。[31]
- 马来西亚多地出现奥密克戎亚变体JN.1毒株。[32]

## 12月25日
- 新北市某高中附設國中部發生割喉血案，一名國中三年級的郭生持彈簧刀朝隔壁班的楊姓國三生連刺10刀，楊生搶救無效身亡[33]。

## 12月26日
- 中华人民共和国太原卫星发射中心于广东附近海域运用长征十一号运载火箭成功发射用于空间科学技术试验的试验二十四号C卫星。[34]

## 12月28日
- 果敢同盟軍正式控制了果敢首府老街以及掃除緬甸國防軍在果敢的據點，正式結束了巷戰。也宣告了同盟军正式控制了大部分的果敢地区。[35]

## 12月29日
- 俄军动用110枚导弹、36架无人机，向乌克兰基辅等地发动大规模袭击，造成至少31人死亡，160人受伤。[36]

## 12月31日
- 印度尼西亞巴布亞省發生6.3級地震，震央位于巴布亚省查亚普拉市西南偏西147公里处，震源深度约39.1公里。[37]
- 丹麥女王宣佈在2024年1月14日退位並由長子繼承其位。[38]